# Montemaggiore al Metauro
Montemaggiore al Metauro là một đô thị ở tỉnh Pesaro và Urbino trong vùng Marche, nằm cách 50 km về phía tây bắc của Ancona và khoảng 15 km về phía nam của Pesaro. Tại thời điểm ngày 31 tháng 12 năm 2004, đô thị này có dân số 2.303 và diện tích là 13 km².
Đô thị Montemaggiore al Metauro có các frazione (các đơn vị trực thuộc) Villanova.
Montemaggiore al Metauro giáp các đô thị sau: Cartoceto, Mondavio, Orciano di Pesaro, Piagge, Saltara, Serrungarina.